# Enskede gård (stacja metra)
Enskede gård – powierzchniowa stacja sztokholmskiego metra, leży w Sztokholmie, w Söderort, w dzielnicy Enskede-Årsta-Vantör, w części Enskede gård. Na zielonej linii T19, między Globen a Sockenplanem. Dziennie korzysta z niej około 1700 osób.
Stacja znajduje się między Palmfeltsvägen i Odelbergsvägen. Ma jedno wyjście zlokalizowane przy Palmfeltsvägen. Stację otworzono 9 września 1951, oddano do użytku wówczas odcinek Gullmarsplan–Stureby. Ma jeden peron.

## Czas przejazdu
| Linia | Stacja          | Czas przejazdu | Stacja                                                    | Czas przejazdu                         |
| T19   | Hagsätra        | 12 min         | Gullmarsplan Slussen Gamla stan T-Centralen Alvik Åkeshov | 4 min 8 min 9 min 12 min 25 min 32 min |
| T19   | Hässelby strand | 44 min         | Gullmarsplan Slussen Gamla stan T-Centralen Alvik Åkeshov | 4 min 8 min 9 min 12 min 25 min 32 min |

## Otoczenie
W najbliższym otoczeniu stacji znajdują się:
- Enskede gårds gymnasium
- Enskedeberget
- Enskedeparken
- Lindeparkens gymnasium
- Serbiska Ortodoxa kyrka
- Enskede ridhus
- Enskede rackethall